# Di doo dah
| Оценки критиков | Оценки критиков |
| Источник        | Оценка          |
| --------------- | --------------- |
| Allmusic        | [ 1 ]           |

Di doo dah — первый сольный альбом Джейн Биркин, выпущенный в 1973 году на лейбле Fontana Records. Последующие переиздания 2001 и 2010 года (на лейбле Light In The Attic Records) включают два бонус-трека из семидюймового сингла Джейн Биркин и Сержа Генсбура 1972 года «La Décadanse».

## Список композиций
Музыка и слова Сержа Генсбура, кроме «Encore lui», «Leur plaisir sans moi», «La cible qui bouge» и «C’est la vie qui veut ça», сочинённых им вместе с Жаном-Клодом Ваннье.
| №                   | Название                           | Длительность |
| ------------------- | ---------------------------------- | ------------ |
| 1.                  | «Di doo dah»                       | 3:35         |
| 2.                  | «Help cammioneur»                  | 2:48         |
| 3.                  | «Encore lui»                       | 2:26         |
| 4.                  | «Puisque je te le dis»             | 2:35         |
| 5.                  | «Les capotes anglaises»            | 2:13         |
| 6.                  | «Leur plaisir sans moi»            | 1:43         |
| 7.                  | «Mon amour baiser»                 | 2:33         |
| 8.                  | «Banana boat»                      | 2:19         |
| 9.                  | «Kawasaki»                         | 2:34         |
| 10.                 | «La cible qui bouge»               | 3:10         |
| 11.                 | «La baigneuse de Brighton»         | 2:16         |
| 12.                 | «C’est la vie qui veut ça»         | 2:17         |
| 13.                 | «La Décadanse» (бонус-трек)        | 5:20         |
| 14.                 | «Les Langues de chat» (бонус-трек) | 2:17         |
| Общая длительность: | Общая длительность:                | 30:29        |

## Персонал
- Питер Олифф — звукорежиссёр
- Жан-Клод Клавье — аранжировки, дирижёр, аранжирование вокала
- Сэм Левин, Тони Фрэнк — фотографии